# Kirche Vöhrum

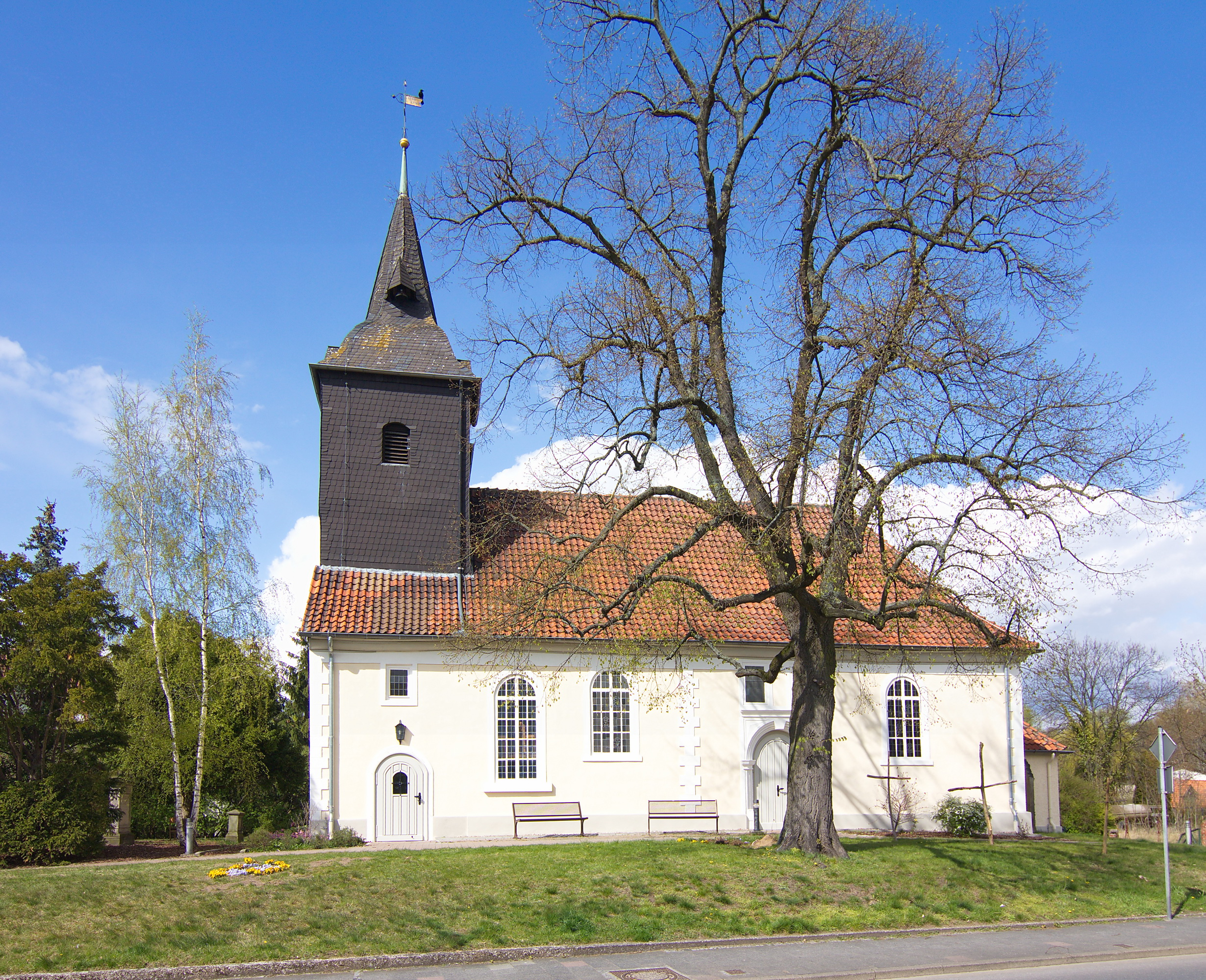
Kirche Vöhrum

Die evangelisch-lutherische denkmalgeschützte Kirche Vöhrum steht in Vöhrum, einem Ortsteil von Peine im Landkreis Peine in Niedersachsen. Die Kirchengemeinde gehört zum Kirchenkreis Peine im Sprengel Hildesheim-Göttingen der Evangelisch-lutherischen Landeskirche Hannovers.

## Beschreibung
Eine Kirche existierte bereits nachweislich im Jahr 1370. Die heutige rechteckige Saalkirche mit dem asymmetrisch aufsitzenden Dachturm im Westen erhielt ihre heutige Gestalt um 1700. Sie wurde auf die doppelte Länge nach Osten erweitert und zugleich nach Süden verbreitert. Der untere Teil der Mauer im Westen und die westliche Hälfte der Mauer im Norden stammen von der spätmittelalterlichen Kirche. Der Dachturm, der mit der Nordwand des Kirchenschiffs fluchtet, besteht aus einer schiefergedeckten Konstruktion aus Holzfachwerk, in dessen Glockenstuhl drei Kirchenglocken hängen. Die älteste wurde 1744 gegossen, die beiden anderen 1958 von Friedrich Wilhelm Schilling. Auf dem Turm sitzt ein achtseitiger Helm, an dem die Schlagglocke hängt. Die Mauer im Süden wurde im 19. Jahrhundert durch aufgeputzte Lisenen an den Ecken und in der Mitte, ferner durch Bogenfenster und Portale als Fassade gestaltet. Um 1947 wurde im Osten ein Leichenhaus angebaut, das inzwischen als Sakristei dient. 
Der Innenraum wurde um 1700 neu gestaltet. Er ist mit einer Holzbalkendecke auf geschweiften Kopfbändern überspannt. Die Empore im Norden stammt teilweise aus der zweiten Hälfte des 16. Jahrhunderts. An den Unterzügen sind geschnitzte Taubänder. Die Westempore wurde um 1700 eingebaut. Zur Kirchenausstattung gehört ein spätgotischer Flügelaltar aus der zweiten Hälfte des 15. Jahrhunderts. In der Mitte befindet sich eine Kreuzigungsgruppe, die von sechs Figuren von Heiligen unter Baldachinen aus Maßwerk erweitert wurde. Die polygonale Kanzel von 1580 ist mit einem Relief aus Beschlagwerk verziert. 1670 wurden die Brüstungen des Kanzelkorbs mit den vier Evangelisten bemalt. 
Die Orgel wurde 1778 von Johann Conrad Müller mit zehn Registern, einem Manual und einem  angehängten Pedal gebaut. Sie wurde 1880 von August Schaper umgebaut. 1932 wurde sie von Otto Dutkowski um zwei Register für das Pedal erweitert. Das 1932 hinzugefügte Pedalregister wurde 1958/59 durch Ernst Palandt wieder beseitigt und die ursprüngliche Disposition wiederhergestellt. 2000/01 wurde die Orgel durch die Gebrüder Hillebrand Orgelbau restauriert.